# 방화 (영화)
《방화》(芳華, Youth)는 중국에서 제작된 펑샤오강 감독, 엄가령 각본의 2016년 드라마, 멜로/로맨스, 전쟁 영화이다. 황헌 등이 주연으로 출연하였다. 2017 토론토 국제영화제의 스페셜 프레젠테이션스 부문에서 상영되었다. 2017년 10월 1일 중국에서 개봉할 예정이었으나, 프리뷰 이후 2017년 12월 15일 개봉하였다.

## 출연

### 주연
- 황헌
- 묘묘
- 종초희
- 양채옥